# Polanów
Polanów è un comune urbano-rurale polacco del distretto di Koszalin, nel voivodato della Pomerania Occidentale.
Ricopre una superficie di 393,08 km² e nel 2005 contava 9 230 abitanti.